# Zálesí
Zálesí település Csehországban, a Znojmói járásban. Zálesí Dešov, Štítary, Blížkovice, Chvalatice, Ctidružice és Nové Syrovice településekkel határos. Lakosainak száma 160 fő (2024. január 1.).

## Népesség
A település lakosságának változását az alábbi diagram mutatja:
| Lakosok száma | 236  | 277  | 273  | 344  | 256  | 179  | 172  | 169  | 154  | 160  |
|               | 1869 | 1900 | 1921 | 1961 | 1980 | 2011 | 2016 | 2019 | 2021 | 2024 |